# Everton Luiz Guimarães Bilher
Everton Luiz Guimarães Bilher, 24 maj 1988 i Porto Alegre, även känd som Everton Luiz, är en brasiliansk fotbollsback eller defensiv mittfältare. Hans nuvarande klubb är Real Salt Lake. Tidigare spelade han för SPAL.